# Contre-espionnage français pendant la Seconde Guerre mondiale
Pour un article plus général, voir Résistance intérieure française.
Les services français de contre-espionnage, malgré la défaite de 1940, ont continué de fonctionner pour contrer les services allemands (Gestapo, SD-SS, Abwehr) en zone libre.

## Contre-espionnage sur le territoire national
À la déclaration de guerre, les structures de contre-espionnage se mettent en place selon les directives du décret du 10 février 1939. Le 2e bureau bis se mue en cinquième bureau de l'état-major, plaçant sous l'autorité militaire la totalité de la lutte contre l'espionnage ennemi à l'intérieur comme à l'extérieur. Des Bureaux centraux du renseignement sont déployés. La Section de centralisation des renseignements (SCR militaire) prend en charge tous les services nécessaires à son action (services de contrôle postaux et téléphoniques).
À la suite de la défaite, le 5e bureau cesse d'exister officiellement en France le 27 juin 1940. Il lui succède un service de renseignement clandestin. Avec l'accord du général Weygand, s'installe une double structure :
- un organisme "officiel", les Bureaux des Menées Antinationales (BMA), au nombre de 8, établis en France non-occupée (décret du 8 septembre 1940) :
  - Bourg-en-Bresse,
  - Châteauroux,
  - Limoges,
  - Clermont-Ferrand,
  - Lyon,
  - Marseille,
  - Montpellier,
  - Toulouse,
  - AFN (Alger, Rabat et Tunis).
- un organisme clandestin, l'Entreprise des Travaux Ruraux (TR), qui sert de couverture à des postes de contre-espionnage "offensif"[1].

Il faut ajouter une vague mission d'Inspecteur général des Services de la Sureté nationale confié au colonel Georges Groussard. Ce service éphémère fut dissous en février 1941. Il y eut, semble-t-il, collaboration puis double emploi avec les BMA.
Il y eut aussi une survivance en zone libre de la Surveillance du territoire (ST) dans le cadre de la réorganisation de la police nationale. Elle fut dirigée par un inspecteur général des services de surveillance du territoire (contrôleur général Castaing puis capitaine de vaisseau Rolin sous Darlan).
Sous couvert de la législation sur l'état de siège opportunément maintenue, les BMA et les postes TR, en collaboration avec la ST et avec la Justice militaire, purent, au moins jusqu'à mi-1941, continuer à débusquer et faire arrêter les agents de l'Abwehr. Certains furent transférés en Afrique du Nord (AFN). Ce sont 316 agents de l'Axe (dont 16 fusillés). Toutefois, le contre-espionnage militaire  participe aussi à la répression des menées gaullistes ou des actions liées aux services spéciaux britanniques. Ainsi, de décembre 1940 à février 1941, il permet 206 arrestations. Sa participation à la lutte anticommuniste est également importante. De janvier 1941 à juin 1942, sur les 880 condamnations prononcées à la suite d’informations fournies par le SMA, 443 concernent des communistes, soit environ la moitié du total.
Les succès inattendus des BMA et des TR irritèrent l'occupant nazi et le gouvernement de l'état français de Vichy fut contraint de restreindre les moyens. Les missions de contre-espionnage furent transférées aux autorités civiles. Les ST perdirent la tutelle des BMA. On voit apparaître un nouveau service de renseignements, le Centre d'information gouvernemental (CIG) pour coiffer les activités des trois services de renseignement ex-militaires (SR Guerre, SR Marine et SR Air).
En 1942, Vichy dissout les BMA avec l'arrivée de Pierre Laval. Le 24 août 1942, est créé un service de Sécurité Militaire (SSM) confié au commandant Paillole, sans moyens et sous haute surveillance.
Après le débarquement des Anglo-Américains en Afrique du Nord, les troupes allemandes envahissent la Zone non-occupée en novembre 1942. Les services officiels de contre-espionnage disparaissent en France, y compris les brigades de surveillance du territoire. Les services replient leur personnel sur Alger.
Il subsiste toutefois une double structure clandestine :
- le réseau Travaux ruraux (TR,) dirigé par le commandant Roger Lafont (Verneuil)[6]
- un échelon précurseur du SSM (SM précurseur), dirigé par le commandant Henri Navarre, destiné à préparer l'implantation de la Sécurité militaire dans les premiers combats à venir pour la Libération.

Tout ceci se déroule sur fond de rivalités en Algérie entre les généraux Giraud et de Gaulle, jusqu'à l'unification des mouvements de résistance.

## Contre-espionnage en Afrique du Nord
L'Afrique du nord, de 1940 à 1942, est comme un prolongement de la zone libre de métropole séparée par la Méditerranée. Elle est le grand espoir et le centre d'attraction pour une partie des résistants, ceux qui pour diverses raisons ne veulent pas rejoindre le général de Gaulle. Alger devient le second pôle de la revanche française. Il se trouvera là des militaires de l'armée d'armistice que les nazis ont fait expulser vers l'AFN ou qui ont démissionné et gagné l'AFN. D'une manière générale, les Français d'AFN sont anti-allemands en grande majorité. Des organismes comme la LVF, le SOL, etc. sont virulents mais en minorité nette. Le contre-espionnage en Afrique du Nord  est d'abord dirigé par le colonel Jean Chrétien  du début de l'année 1941 au début de l'année 1943  puis par le commandant Paul Paillole.

### Commissions de contrôle nazies
Malgré l'armistice, la France reste relativement maître chez elle en Afrique du Nord où il règne une certaine hostilité vis-à-vis des Allemands et notamment ceux des commissions de contrôle de l'armistice. Ceux-ci sont "enveloppés de sollicitude", accompagnés dans leurs moindres déplacements. Leur action est engluée, paralysée sous couvert de manifestations de collaborations amicales. En effet, l'État major de l'Armée a fait camoufler, en particulier au Maroc, de gros stocks d'armes et de munitions et en fait fabriquer clandestinement, en vue d'une mobilisation secrète et rapide. Il faut couvrir ces activités à l'occupant nazi et à son allié italien. Des brigades de police spécialisée sont à l’œuvre, le courrier est surveillé et les conversations téléphoniques écoutées. Tout contact de civils avec les commissions aboutit à des arrestations discrètes et parfois à des incarcérations au secret voire des liquidations physiques.
Les Allemands ne sont pas dupes, protestent mais leurs agents sont éliminés impitoyablement. Les Commissions se résignent à exécuter strictement leurs missions officielles et ne rencontrent que du vide.

### Défense contre les réseaux nazis
Dans chacune des cinq divisions territoriales de l'AFN existe un bureau militaire de contre-espionnage disposant d'une brigade de surveillance du territoire. Ils s'appuient sur des hommes choisis provenant de différents services tels que les corps de troupes, la gendarmerie, la marine, la douane, les forestiers, etc. ainsi que sur des civils bénévoles. Cette organisation efficace fait tomber et décliner l'effort allemand : les arrestations d'espions passent de 3 960 en 1943 à 1 170 en 1944. D'interrogatoires en arrestations se fait peu à peu la découverte des services de renseignement allemands.
En Afrique du Nord, entre janvier et fin octobre 1942, 1 223 agents furent arrêtés.
Les efforts de propagande ennemis sur les musulmans furent jugulés et des chefs marocains incarcérés à la suite de contacts avec les nazis. Des agents retournés ont fourni de faux renseignements : ils ont été intoxiqués. D'autres sont appâtés par des agents français jouant de faux nazis.
Le Contrôle postal d'Alger tourne à plein avec plus de 3 000 lettres par jour examinées et recollées à l'identique. En 1942, le réseau d'écoute (radio et téléphone) augmente son efficacité. Le PPF n'existe plus et la Légion tricolore voit son recrutement se tarir.
En Allemagne, l'Abwehr commence à être combattu au profit du Sicherheitsdienst SS, ce qui fragilise l'édifice d'espionnage nazi en AFN. Le débarquement allié achèvera l'œuvre entreprise.

### Contexte en zone non-occupée
Le chasseur était devenu gibier. Le contre-espionnage allait se dérouler dans la clandestinité au milieu d'un climat de trahison généralisé. Il sera animé par les services de la France Libre de Londres et par certains membres des services de l'État français de Vichy hostiles aux Allemands.

## Le BCRA à Londres
Le commandant André Dewavrin (Passy), arrivé à Londres dans les premiers, en 1940, fut choisi par le général de Gaulle pour organiser les services spéciaux de la France libre. En charge d’abord du 2e Bureau de l’État-major des Forces françaises libres, il crée une section de contre-espionnage (note de service 2464 SR du 16 décembre 1941) qui fut intégrée à l’ensemble des services de renseignements de la France libre. C’est la naissance du Bureau Central de Renseignement et d’Action militaire (BCRAM) qui deviendra en septembre 1942 le BCRA. Le service de contre-espionnage est confié à Roger Warin (dit Wybot). Il avait pour mission de filtrer soigneusement les volontaires
Roger Wybot va collaborer avec les services du Special branch de Scotland Yard et notamment avec le Patriotic School. C'est dans ce dernier organisme, centre de filtrage mis en place par les autorités britanniques pour dépister les tentatives d'infiltration d'espions, que passent tous les nouveaux arrivants de toutes les nationalités. Ils sont soumis à une série d'interrogatoires redoutables.
Le fichier conçu par Roger Wybot est d'une efficacité redoutable. Il est remplacé par Pierre Bloch à la fin de 1942.
En 1943-1944, le travail d'unification du contre-espionnage se réalise à Alger, à la suite du débarquement anglo-américain. La compétition entre les généraux Giraud et de Gaulle puis leur rapprochement politique aboutit le 27 novembre 1943 à une unique Direction générale des services spéciaux (DGSS) avec préservation de l'unité  du contre-espionnage. Les services spéciaux militaires seuls possédaient en France occupée les réseaux engagés dans la pénétration  des services nazis et la protection des réseaux de résistance.

« [la fusion de novembre 1943] ne visait aucunement à éliminer les officiers appartenant à l'ancien Service des renseignements. Au contraire, nous entendions que leur capacité soit employée largement dans le domaine qui était le leur. »

— Général de Gaulle, Mémoires de guerre tome II : l'Unité (1942-1944) dans op.cit. Bertand Warusel (1996) p. 22.

### Actions en vue de la libération
Les services réunifiés poursuivent leurs actions de chasse aux espions en AFN. Sur le territoire national occupé, les réseaux vont s'impliquer dans les opérations d'intoxication des services allemands. L'implantation d'agents doubles va servir de moyen d'action redoutable surtout dans la préparation des débarquements sur le sol de France.

Le réseau Éleuthère se signale par une action importante contre une unité blindée allemande, la 9e Panzerdivision SS Hohenstaufen, étrillée en Russie à Tarnopol : 

« Reconstituée et regroupée dans la région de Mailly Arcis-sur-Aube, la division devait être acheminée sur le front de l'est grâce à 60 rames de 50 wagons. Grâce à des informations précises fournies à Londres par le réseau de résistance Éleuthère, animé notamment par les commandants Hubert de Lagarde et Pierre Nord, l'aviation alliée mena dans la nuit du 4 au 5 mai 1944 une attaque de grand style sur les emplacements où étaient massés les différents éléments de cette division. Au prix de 35 appareils abattus par la Flak, 400 chars furent détruits ou incendiés, 10 à 12 000 hommes tués ou mis hors de combat, sans compter les camions et véhicules. »

— Historique 9e Panzer SS Hohenstaufen
 La division a cessé d'être opérationnelle, ses débris seront jetés dans la bataille de Normandie le 12 juin 1944, comme réserve.
Dans le cas du débarquement principal de Normandie et de celui de Provence, ils joignent leurs efforts à ceux des opérations Fortitude de désinformation des services allemands et contribuent à la désorganisation qui règne déjà. Le seul service de renseignements allemand qui conserve un peu de lucidité face à l'intoxication sera celui de l'état-major de la Kriegsmarine. En effet, après le 20 juillet 1944, l’Abwehr est éliminée et ses chefs exécutés dont l'Amiral Wilhelm Canaris. Le Reichssicherheitshauptamt (RSHA) est devenu tout puissant. Le parti nazi détient le monopole du renseignement allemand. Seule la Kriegsmarine ose mettre en doute l'efficacité du RSHA en matière de renseignements militaires.

## Libération de la France
Après les débarquements de Normandie et de Provence, la responsabilité des activités exclusives de la Sécurité militaire coiffe le contre-espionnage. Comme prévu, les Bureaux de la Sécurité militaire (BSM) se reconstituent grâce au Service précurseur dormant en France. Ceci résulte d'un accord avec le haut-commandement allié (SHAEF) négocié par le commandant Paillole. Ceci met fin à la menace américaine d'établir en France l'AMGOT honni et consolide le « rétablissement de la souveraineté française sur les territoires libérés » 

## Postérité
Peu de temps après la libération de Paris, en novembre 1944, intervient la séparation des services de contre-espionnage et de la sécurité militaire. Des apports en provenance des FFI sont incorporés dans un nouveau service, la Direction des Études et de la Recherche (DGER) qui deviendra le Service de Détection de l'Espionnage et de Contre-Espionnage (SDECE) en date du 17 novembre 1944. Une nouvelle sécurité militaire est constituée au sein du Ministère des Armées.
La Direction de la Surveillance du territoire (DST) fut créée le 16 novembre 1944 et rattachée au ministère de l'Intérieur.
À quelques semaines de la fin de l'année 1944, toute l'organisation du contre-espionnage a été profondément remodelée et ce, de façon durable.

## Sources